# Мысливечек, Йозеф
Йо́зеф Мы́сливечек (чеш. Josef Mysliveček; 9 марта 1737, Прага ― 4 февраля 1781, Рим) ― чешский композитор и дирижёр, один из представителей классицизма и рококо в музыке. Мысливечек был одним из самых известных и плодовитых композиторов жанра opera seria в Италии второй половины восемнадцатого века, наставником и другом Вольфганга Амадея Моцарта.

## Биография
Йозеф Мысливечек родился и вырос в Праге, в семье мельника. Мельником был и отчим, взявший его и брата-близнеца на воспитание после смерти отца в 1749 году. В 1744-1747 годах учился в школе при доминиканском монастыре святого Ильи, а 1747—1752 годах — в иезуитской семинарии, где занимался и музыкой. По окончании семинарии Мысливечек поступил на философский факультет Карлова университета, но в 1753 году, не доучившись, покинул его и поступил на обучение ремеслу мельника. В 1758 году вместе с братом он был принят в Пражскую гильдию мельников, а в 1761 году получил звание мельника-мастера.
В начале 60-х годов Мысливечек принял решение оставить ремесло и серьёзно заняться музыкой, первые уроки которой получил ещё в детстве от отца. Начав заниматься композицией под руководством Франца Хаберманна, Мысливечек вскоре перешёл на обучение к Йозефу Сегеру, органисту одной из пражских церквей. За полгода обучения у Сегера Мысливечек написал шесть симфоний, названных им по месяцам (январь―июнь) и изданных в 1762 году.
В 1763 году Мысливечек при финансовой поддержке графа Винценца Вальдштейна отправился в Венецию, чтобы совершенствоваться в композиции у Джованни Батиста Пешетти. Вскоре появилась первая опера Мысливечека ― «Семирамида», поставленная в Бергамо в 1765 году, а первым крупным успехом композитора стала опера «Беллерофонт», в работе над постановкой которой ему помогал автор либретто Джузеппе Бонекки. В первой постановке, состоявшейся в 1767 году на сцене оперного театра Сан-Карло в Неаполе, участвовала знаменитая певица Катерина Габриэлли (до этого «Беллерофонт» исполнялся только при русском дворе). Вдохновлённый успехом оперы, Мысливечек обосновался в Италии. В 1771 году он был избран в члены Филармонической академии в Болонье. Среди итальянской публики, которой было сложно запомнить и произнести фамилию композитора, Мысливечек был известен как «Богемец» (Il Boemo), а в пору его наибольшей популярности ― как «Божественный Богемец» (Il divino Boemo).
В 1770 году в Болонье Мысливечек познакомился с юным Вольфгангом Амадеем Моцартом; дружеские отношения между ними сохранялись до 1778 года, когда Мысливечек не смог выполнить обещание о помощи в организации постановки одной из опер Моцарта в Неаполе. Влияние Мысливечека на Моцарта оказалось столь велико, что впоследствии, по сходству стиля, некоторые его сочинения приписывали Моцарту, в том числе ораторию «Авраам и Исаак».
До конца жизни Мысливечек почти не покидал Италии. Известны его поездки в Прагу в 1768, в Вену в 1772 и в Мюнхен в 1777―1778 годах (по приглашению баварского герцога Максимилиана III), где были с успехом исполнены его опера «Аэций» и оратория «Авраам и Исаак».
Вернувшись в Италию, Мысливечек принялся за написание двух опер ― «Армиды» для миланской сцены и «Медонта» для римской. Оба спектакля, поставленные в 1780 году, потерпели провал, что тяжело сказалось на здоровье и финансовом положении композитора. Через год Мысливечек умер. Биография Мысливечека легла в основу нескольких литературных произведений, а также оперы Станислава Суды «Божественный богемец» (1912).

## Творчество
Мысливечеку принадлежат двадцать шесть опер в жанре оперы-сериа, написанных по большей части на либретто Пьетро Метастазио, а также симфонии, концерты для различных солирующих инструментов, камерные произведения. Важное место в его наследии занимает также духовная музыка, в том числе Страсти Иисуса Христа (La passione di Gesu Cristo, 1773, на либретто Метастазио), оратории «Святой Бенедикт» (1768), «Смерть Иисуса» (La morte di Gesu, 1770), «Авраам и Исаак» (1777).
Выступая как дирижёр, Мысливечек пропагандировал оперное творчество К. В. Глюка.

## Образ в кино
В 2013 году в Праге вышел документальный фильм о зарождении пражской постановки оперы Мысливечека «Олимпиада», закачиком которого выступила компания Mimesis Film, а режиссером Петр Вацлав. В 2015 году вышел фильм под названием Исповедь забытого (Zpověď zpomenutého), лауреат премии «Трилобит Бероун» 2016 года.
Фильм Il Boemo (2022) режиссера Петра Вацлава представляет собой полнометражный биографический фильм, основанный на событиях из жизни композитора. Он был выбран Чешской Республикой в качестве заявки на Премию Оскар за лучший международный художественный фильм на 95-ю церемонию вручения.